# 東大阪市立小阪小学校
東大阪市立小阪小学校（ひがしおおさかしりつ こさかしょうがっこう）は、大阪府東大阪市中小阪一丁目にある公立小学校。
明治時代初期に当時の若江郡小阪村に設置された学校を起源とする。東大阪市では最も歴史の古い小学校の一つでもある。

## 沿革
- 1873年7月6日 - 堺県河内国若江郡第四十九番小学校として創立。
- 1881年 - 大阪府八尾郡役所部内第二学区若江郡公立中小阪小学校に改称。
- 1893年4月 - 若江郡小阪尋常小学校に改称。
- 1896年4月1日 - 中河内郡小阪尋常小学校に改称。
- 1914年5月1日 - 高等科を併置。中河内郡小阪尋常高等小学校に改称。
- 1937年4月1日 - 小阪町の布施市への編入に伴い、布施市小阪尋常高等小学校に改称。
- 1938年4月1日 - 高等科を分離。布施市小阪尋常小学校に改称。
- 1941年4月1日 - 国民学校令により、布施市小阪国民学校に改称。
- 1944年4月1日 - 布施市上小阪国民学校（現在の東大阪市立上小阪小学校）を分離。
- 1947年4月1日 - 学制改革により、布施市立小阪小学校に改称。
- 1954年 - 布施市立八戸の里小学校（現在の東大阪市立八戸の里小学校）を分離。
- 1967年2月1日 - 合併による東大阪市の発足に伴い、東大阪市立小阪小学校に改称。
- 1973年3月 - 体育館竣工。
- 1989年7月1日 - プール竣工。

## 通学区域
- 東大阪市 小阪本町1丁目（一部）、下小阪1丁目（一部）、中小阪1丁目-3丁目、中小阪4丁目（一部）、宝持1丁目・4丁目、菱屋西3丁目。

卒業生は東大阪市立小阪中学校に進学する。

## 出身者
- 古川優奈（ファッションモデル、タレント）

## 交通
- 近鉄奈良線 河内小阪駅 南東へ約900m。
- 近鉄奈良線 八戸ノ里駅 南西へ約900m。
- 近鉄バス 宝持西バス停。